# Raspdvärgbågmossa
Raspdvärgbågmossa (Pseudoleskeella papillosa) är en bladmossart som beskrevs av Kindberg 1897. Enligt Catalogue of Life ingår Raspdvärgbågmossa i släktet dvärgbågmossor och familjen Leskeaceae, men enligt Dyntaxa är tillhörigheten istället släktet dvärgbågmossor och familjen Leskeaceae. Enligt den finländska rödlistan är arten nära hotad i Finland. Enligt den svenska rödlistan är arten nära hotad i Sverige. Arten förekommer i Övre Norrland. Artens livsmiljö är skuggiga kalkstensklippor och kalkbrott. Inga underarter finns listade i Catalogue of Life.